# Paul Hegemann
Pour les articles homonymes, voir Hegemann.
Paul Friedrich August Hegemann, né à Hooksiel (Jadebusen) le 26 août 1836 et mort à Goslar le 14 juin 1913, est un navigateur allemand.

## Biographie
Hegemann est célèbre pour son voyage avec Carl Koldewey sur la Germania et la Hansa, qu'il commande, le long du Groenland jusqu'au cap Bismarck (en) (1869-1870) qu'il est le premier à cartographier. L'expédition n'atteint que le 77e parallèle. Dès le 20 juillet 1869, Hegemann perd de vue Koldewey. La Hansa coule vers l'île Rathbone (ceb). 
Il sert ensuite sur divers navires à vapeur et le 4 avril 1875 est nommé à l'Observatoire maritime allemand de Hambourg. Il prend sa retraite en 1901 et meurt à l'hôpital de Goslar en 1913. Il est inhumé au cimetière d'Ohlsdorf.
Un cap de la région du roi Christian IX au Groenland, a été nommé en son honneur.
Jules Verne mentionne Hegemann et Koldeway dans le premier chapitre de son roman Sans dessus dessous.